# Lacenas
Lacenas település Franciaországban, Rhône megyében. Lakosainak száma 1029 fő (2022. január 1.). Lacenas Denicé, Cogny, Gleizé és Porte des Pierres Dorées községekkel határos.

## Népesség
A település népességének változása:
| Lakosok száma | 923  | 942  | 987  | 972  | 997  | 1021 | 1007 | 1027 | 1029 |
|               | 2013 | 2015 | 2016 | 2017 | 2018 | 2019 | 2020 | 2021 | 2022 |